# Rivière Déception, Nord-du-Québec
Rivière Déception är ett vattendrag i den kanadensiska provinsen Québec.   Det rinner genom regionen Nord-du-Québec, i den östra delen av landet, 1 900 km norr om huvudstaden Ottawa.